# 金崎千春
金崎 千春（かねざき ちはる、1981年2月4日 - ）は日本の女優。クリスタルウェーブ所属。大分県出身。

## プロフィール
- 血液型…AB型
- 身長…160 cm
- バスト…85 cm
- ウエスト…60 cm
- ヒップ…88 cm
- 特技…柔道、書道
- 趣味…イラスト、料理、製菓

## 出演

### テレビ
- ペケ×ポン（フジテレビ）
- 中居正広の金曜日のスマたちへ（TBS）
- 踊る!さんま御殿!!（日本テレビ）

### 映画
- ハゲタカ（東宝）

### CM
- P&G H&Sシャンプー
- 旭化成サランラップ